# أنينو (لينينغراد)
أنينو (بالروسية: Аннино) هي مدينة في مقاطعة لينينغراد أوبلاست في روسيا.